# ニ十歳に還りたい。
『二十歳に還りたい。』（はたちに かえりたい。）は、幸福の科学出版製作による2023年9月29日公開の実写日本映画。監督は赤羽博、主演は田中宏明。

## 概要
幸福の科学の第27作目の劇場用作品。劇場用実写映画作品としては18作目。宗教家の大川隆法が製作総指揮・原作を務め、「人生の生きる意味や、愛とは何なのか」を深く問いかけるストーリー。人生を生きる時に「本当に必要な価値観とは」を振り返り「愛と反省」をメインテーマに描く物語。
2023年6月14日、本年秋に映画公開が決定し、特報映像やメイン出演キャストなどが公表された。

## あらすじ
主人公：寺沢一徳（てらさわ かずのり）は、80歳になり高齢者施設で孤独な日々を過ごしていた。一代で大企業を築き世間からは「経営の神様」と崇められてていたが、引退後はその生きざまから家族から見放され孤独な日々であった。施設での一徳の相手をする学生ボランティアの山根明香（やまね あすか）が唯一の慰めであった。人生を振り返り「本当に大切なものは」と考えるうちに、ふと「ニ十歳に還りたい。」とつぶやき願う瞬間に、一徳はある大学のキャンパスでニ十歳の青年の姿になっていた。「これは現実なのだろうか?」。一徳は、今度こそ悔いのない人生をと、夢のような日々を歩みだす。

## 登場人物・キャスト
寺沢 一徳（てらさわ かずのり）
演 - （老年期）津嘉山正種 - （若返り 青年期）田中宏明
80歳の老人。一代で大企業を立ち上げ、社会的には成功したと見られる人生であるが、事業を引退後は、高齢者施設で孤独な日々を送る。家族は離散し寄り付きもせず、何が悪かったのかと悔やむ日々である。ある日「ニ十歳に還りたい。」とつぶやき願う瞬間に、ニ十歳の青年の姿になる奇跡が起きて、戸惑いながらも「人生に本当に大切なものは」と考えながら夢のような日々をスタートする。
山根 明香（やまね あすか）
演 - 三浦理香子
ある大学に通う学生で、高齢者施設で学生ボランティアをしている。大学サッカー部のマネージャーもしている。
山瀬 渉（やませ わたる）
演 - 伊良子未來
ある大学に通う学生で、山根や寺沢と同じ大学サッカー部。
その他の出演者：
永嶋柊吾、上杉祥三 ほか

## スタッフ
- 制作総指揮・原作：大川隆法
- 監督：赤羽博
- プロデューサー：斎藤太治
- 製作：幸福の科学出版
- 製作協力：ARI Production、ニュースター・プロダクション
- 制作プロダクション：ジャンゴフィルム
- 配給：日活
- 配給協力：東京テアトル

## 主題歌・挿入歌など
- メインテーマ「無償の愛って何。」

作詞・作曲：大川隆法
歌：小原ゆかり
- イメージソング「もう一度の青春」

作詞・作曲：大川隆法
歌：
- 挿入歌「恋をしちゃいけない」

作詞・作曲：大川隆法
歌：
- 挿入歌「永遠の青春」

作詞・作曲：大川隆法